# 坎诺莱
坎诺莱（義大利語：Cannole），是意大利莱切省的一个市镇。总面积20平方公里，人口1768人，人口密度88.4人/平方公里（2009年）。ISTAT代码为075012。